# Wind of Change
«Wind of Change» (с англ. — «Ветер перемен») — рок-баллада, одна из самых известных песен немецкой группы «Scorpions», написанная её вокалистом Клаусом Майне. Изначально англоязычная песня, также была записана группой на русском («Ветер перемен») и испанском («Vientos de cambio») языках, посвящена Перестройке в СССР и окончанию Холодной войны.

## История
Композиция вышла в 1990 году в составе альбома Crazy World и вскоре, поднявшись на верхушки чартов Европы и Америки, становится настоящим хитом.
Песня была написана Клаусом Майне под впечатлением от первого визита в СССР в 1988 году и от «Moscow Music Peace Festival», проходившего в 1989 году (в 1991 они уже исполнили её при Михаиле Горбачёве, президенте СССР, который являлся их поклонником и даже пригласил их в Кремль).
Клаус Майне в 2017 году рассказал историю создания: 11 августа 1989 года, накануне первого концерта на стадионе «Лужники», вместе с другими музыкантами они совершали прогулку на теплоходе по Москва-реке, а затем заехали на барбекю в выездную акцию английского Hard Rock Cafe в рок-кафе «Виктория» при Центре Стаса Намина в Парке имени Горького. На деревьях были размещены громкоговорители, из них звучали выступления различных коллективов — местных и из США, Германии, Великобритании, вокруг были музыканты, съемочные группы MTV, советские солдаты и «всех объединял один язык — музыка». В этой атмосфере и родилась песня.
За год до релиза была разрушена Берлинская стена, а вскоре распался СССР, поэтому «Wind of change» воспринимается в Европе как гимн Перестройки, гласности и окончания холодной войны, как символ мира между народами Германии и России. Рудольф Шенкер говорил: «выросло новое поколение немцев, которое не идет в Россию с танками и оружием. Оно идёт к вам с гитарами и рок-н-роллом».
Let your Balalaika sing, what my guitar wants to say 
— «…пусть ваша балалайка пропоёт то, что хочет сказать моя гитара».
В 1991 году вышел сингл под названием «Ветер перемен», включающий первым треком версию песни, исполненную группой на русском языке, а также английскую и испанскую («Vientos de cambio») версии.
В 1995 году вошла в концертный альбом Live Bites, в 2000 году выходит версия, записанная вместе с берлинским филармоническим оркестром (альбом Moment of Glory), а в 2001 году акустическая версия песни включена в альбом Acoustica.
В 2005 году зрители немецкого телеканала ZDF назвали композицию «Песней века». «Wind of Change» — самый продаваемый сингл в Германии. Песня стала широко известной как гимн воссоединения Германии, она часто звучит в хрониках о падении Берлинской стены.
В 2022 году на фоне российского вторжения на Украину на концерте в Лас-Вегасе вокалист группы Клаус Майне вместо первой строчки песни, «I follow the Moskva down to Gorky Park» (в переводе — «Идя по берегу Москвы-реки к Парку Горького»), спел «Now listen to my heart, it says Ukraine» («Теперь послушай моё сердце, оно говорит Украина»).
В концертном туре 2024 года вокалист группы Клаус Майне, вместо изменённой ранее первой строчки песни «Now listen to my heart, it says Ukraine» («Теперь послушай моё сердце, оно говорит Украина»), стал петь "Now listen to my heart, it still believe in love" («Теперь послушай моё сердце, оно всё ещё верит в любовь»). 

## Последующее использование
- Песня использовалась в клипе для рекламы первого пакета карт для игры Call of Duty: Black Ops, созданном на движке игры[15]. В состав этого набора входит карта Berlin Wall, действия разворачиваются на Чекпойнт Чарли[16].
- Песня звучит в фильме «Manta, Manta» как финальная композиция.
- В конце 2011 года группа «7Б» совместно со «Scorpions» записала кавер-версию «Wind of Change» и представила её на телеканале «Россия 1» в передаче «Прямой эфир».
- Песня звучит в финале фильма «Интервью» с Джеймсом Франко и Сетом Рогеном в главных ролях.
- Песня звучит в финале фильма «Полночный поцелуй» (In Search of a Midnight Kiss) 2007 г.
- Песня звучит на MUSIC BANK в Берлине 15.09.2018, в исполнении Чханёля из EXO[17].
- Песня звучит в начале фильма «Шпион, который меня кинул» (The Spy Who Dumped Me) 2018 г.